# Parapercis quadrispinosa
Parapercis quadrispinosa är en fiskart som först beskrevs av Weber, 1913.  Parapercis quadrispinosa ingår i släktet Parapercis och familjen Pinguipedidae. Inga underarter finns listade i Catalogue of Life.